# Inverfarigaig
Inverfarigaig (Schots-Gaelisch: Inbhir Farragaig) is een dorp  in de Schotse Lieutenancy Inverness in de council Highland op de oostelijke oevers van Loch Ness ongeveer 3 kilometer van Foyers.

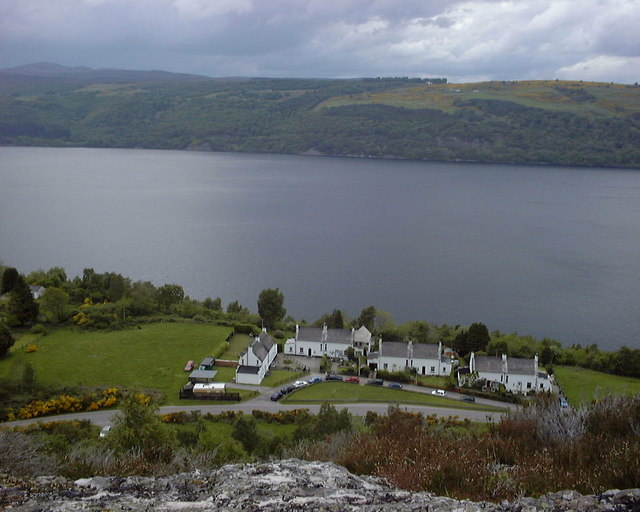